# Anni 530
Gli anni 530 sono il decennio che comprende gli anni dal 530 al 539 inclusi.

## Eventi, invenzioni e scoperte

### Europa
- 530-539: Gli anni 530 furono di grande importanza per la storia dell'Europa, poiché iniziarono le conquiste di Giustiniano che, considerandosi l'erede di Augusto, voleva ricreare l'antico Impero Romano, per portare l'intero continente e il Mediterraneo sotto un'unica corona ed un'unica religione.
- Anomalie climatiche del 535-536.

#### Regno Franco
- 534: Clotario I e Childeberto I si alleano e invadono il regno dei burgundi.

#### Regno Ostrogoto

Movimenti di truppe durante la Guerra Greco-Gotica

- 2 ottobre 534: Morte di Atalarico. Teodato diventa re del Regno Ostrogoto.
- 535: La Sicilia viene conquistata dai bizantini.
- 536: Morte di Teodato. Vitige sale al trono.
- 537: Vitige assedia Roma, facendo distruggere tutti gli acquedotti della città.
- 539: La guerra con l'Impero romano d'Oriente continua nell'Italia settentrionale, mentre il sud era quasi del tutto in mano ai nemici.

#### Regno dei Burgundi
- 534: I franchi invadono il regno. Il re Gondomaro si barrica ad Autun, che viene assediata dai nemici.
- 534: I franchi entrano ad Autun, fanno strage della popolazione e depongono Gondomaro. Cade il regno dei Burgundi.

#### Impero romano d'Oriente
- 15 dicembre 530: Giustiniano promulga la costituzione Deo Auctore con la quale avvia la redazione del Digesto, una raccolta e codificazione del diritto romano eseguita dai migliori giuristi dell'epoca.
- 11 gennaio-18 gennaio 532: A Costantinopoli scoppia una rivolta popolare allo scopo di rovesciare l'imperatore Giustiniano. Il 18 gennaio la rivolta viene soppressa nel sangue: muoiono fra le 30 e le 40 000 persone
- 532: Giustiniano promuove la costruzione della Basilica di Santa Sofia.
- 21 novembre 533: Viene emanato il Corpus Iuris Civilis.
- 533 - Guerra Vandalica: Giustiniano dichiara guerra ai Vandali. Questo segna l'inizio delle guerre di Giustiniano.
- 534: L'Africa del Nord (comprendente Tunisia, Isole Baleari, Corsica, Nord Algeria e Nord Libia) viene conquistata e diventa parte dell'Impero romano d'Oriente. Nasce la prefettura del pretorio d'Africa. Motivato da questa vittoria, Giustiniano inizia a prepararsi ad altre guerre per ricreare l'Impero Romano.
- 535: Giustiniano dichiara guerra al Regno Ostrogoto. Inizia la guerra greco-gotica. Viene conquistata la Sicilia.

#### Regno dei Visigoti
- 531: Morte di Amalarico. Teudi diventa re dei visigoti.

### Altro

#### Religione
- 20 settembre 530: Morte di Papa Felice IV. Diventa Papa Bonifacio II.
- 17 ottobre 532: Morte di Papa Bonifacio II.
- 2 gennaio 533: Diventa Papa Giovanni II.
- 8 maggio 535: Morte di Papa Giovanni II.
- 13 maggio 535: Diventa Papa Agapito I.
- 22 aprile 536: Morte di Papa Agapito I. Diventa Papa Silverio.
- 11 novembre 537: Morte di Papa Silverio. Diventa Papa Viglio.

## Personaggi
- Giustiniano I, imperatore bizantino
- Vitige, re d'Italia